# تانغيني شيباهو
تانغيني شيباهو (بالإنجليزية: Tangeni Shipahu)‏ (3 سبتمبر 1987 في ناميبيا - ) هو لاعب كرة قدم ناميبي في مركز الهجوم. شارك مع منتخب ناميبيا لكرة القدم. أما مع النوادي، فقد لعب مع Jumpasri United F.C. ‏ وArmy United F.C. ‏ ونادي أمازولو وKrabi F.C. ‏ وUnited Africa Tigers ‏.

## وصلات خارجية
- تانغيني شيباهو على موقع قاعدة بيانات كرة القدم.إي يو (الإنجليزية)
- تانغيني شيباهو على موقع ناشيونال فوتبول تيمز (الإنجليزية)
- تانغيني شيباهو على موقع Soccerway.com (الإنجليزية)
- تانغيني شيباهو على موقع عالم كرة القدم.نت (الإنجليزية)